# خرگوش اتیوپی
خرگوش اتیوپی (نام علمی: Lepus fagani) نام یک گونه از سرده خرگوش‌ها است.